# أولاد نجم التمة
قرية أولاد نجم التمة هي إحدى القرى التابعة لمركز نجع حمادى في محافظة قنا في جمهورية مصر العربية. حسب إحصاءات سنة 2006، بلغ إجمالي السكان في أولاد نجم التمة 6139 نسمة، منهم 3206 رجل و2933 امرأة.